# Ільюшенко Валентин Григорович
Валентин Григорович Ільюшенко (нар. 26 грудня 1937 — 25 листопада 2015, місто Донецьк) — український громадський діяч, гірничий інженер, генеральний директор виробничого об'єднання «Донецьквугілля». Доктор технічних наук, професор, член Академії гірничих наук України (1993р.).

## Життєпис
Народився в українській родині керівника "Наросвіти" Донбасу Григорія Петровича Ільюшенко та Галини Дмитрівни Лесенко, в день арешту його батька як ворога радянської влади (засуджений до розстрілу, згодом, репресований на 18 років ув'язнення). Мати позбавили роботи та з двома малими дітьми вигнали на вулицю, і в подальшому їм допомагали найближчі родичі матері.
У 1960 році закінчив Донецький політехнічний інститут. Навчався за спеціальністю «Будівництво гірничих підприємств», здобув кваліфікацію гірничого інженера-шахтобудівника.
Після закінчення інституту, в 1960-1986 роках обіймав різні інженерно-технічні посади на шахтах комбінату (виробничого об'єднання) «Донецьквугілля»: гірничий майстер, помічник начальника дільниці, головний технолог, головний інженер шахти, технічний директор—головний інженер виробничого об'єднання. Член КПРС.
У 1986-1996 роках — генеральний директор найбільшого виробничого об'єднання із видобутку вугілля «Донецьквугілля» Донецької області.
Потім — виконавчий директор Донецької обласної галузевої організації роботодавців вугільної промисловості. Завідувач кафедри загального та адміністративного менеджменту Донецького державного університету управління Міністерства освіти і науки України у місті Донецьку.

## Нагороди
- орден Трудового Червоного Прапора
- орден Знак Пошани
- медаль «За доблесну працю»
- лауреат премії Ради Міністрів СРСР
- почесна грамота Президії Верховної Ради Української РСР
- заслужений шахтар України